# Jacques Hogewoning

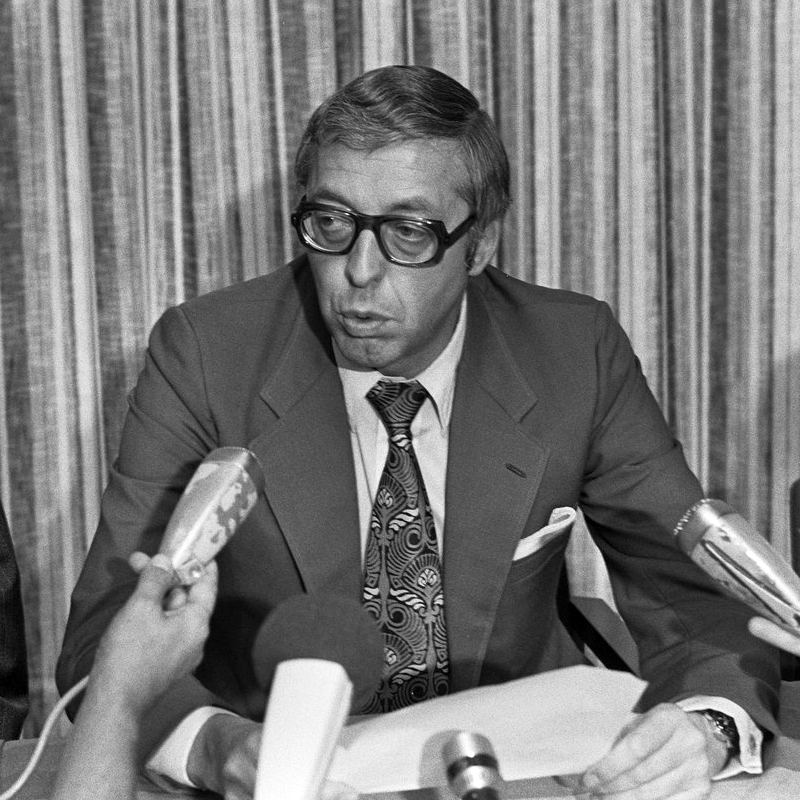
Jacques Hogewoning, 1973

Jacques Hogewoning (ur. 23 grudnia 1923, zm. 8 grudnia 2005 w Amsterdamie) – holenderski działacz sportowy.
Ukończył studia prawnicze. W sporcie działał głównie w klubach piłkarskich, był m.in. prezesem klubu Hollandia Victoria Combinatie Amersfoort. W latach 1972–1979 pełnił funkcję kierownika sekcji futbolu zawodowego Królewskiego Holenderskiego Związku Piłki Nożnej; w tym okresie kadra narodowa, nad którą sprawował opiekę organizacyjną, odnosiła znaczące sukcesy, m.in. dwukrotnie zdobyła wicemistrzostwo świata. Zrezygnował w 1979 po konflikcie z władzami związku na temat umieszczania reklam na koszulkach piłkarzy.
W latach 80. był wiceprezydentem Królewskiego Związku Piłki Nożnej, w czasie prezydentury Andre van der Louwa.